# Platyoides ravina
Espèce
Platyoides ravina est une espèce d'araignées aranéomorphes de la famille des Trochanteriidae.

## Distribution
Cette espèce est endémique de Madagascar.

## Publication originale
- Andriamalala & Ubick, 2007 : New species of the spider genus Platyoides from Madagascar (Araneae: Trochanteriidae). Proceedings of the California Academy of Sciences, vol. 58, no 13, p. 349-359.